# Magico (singolo)
Magico è un singolo del rapper italiano Izi, pubblicato il 25 gennaio 2019 dalla Island Records.

## Descrizione
Uscito pochi mesi dopo il singolo Fumo da solo, Magico è stato accolto come possibile secondo singolo estratto da un nuovo album in studio di Izi, che si è rivelato poi essere Aletheia. A sorpresa, tuttavia, mentre Fumo da solo è stato incluso nel disco, Magico è rimasto un singolo indipendente. La produzione è stata curata dal canadese High Klassified.

## Video musicale
Il videoclip è stato pubblicato il 31 gennaio 2019 attraverso il canale YouTube del rapper.

## Tracce
1. Magico – 2:49

## Classifiche
| Classifica (2019) | Posizione massima |
| ----------------- | ----------------- |
| Italia            | 36                |